# Fürstenberg (Weser)
Fürstenberg ist eine Gemeinde im Landkreis Holzminden, die im Süden Niedersachsens (Deutschland) liegt. Die Gemeinde befindet sich auf einem Berg an der Weser und am Westrand des Sollings in der Nähe von Höxter und Holzminden. Fürstenberg ist staatlich anerkannter Ausflugsort. Die Porzellanmanufaktur Fürstenberg, gegründet 1747, ist die drittälteste noch heute existierende Porzellanmanufaktur Deutschlands. Seit dem 1. Januar 1973 ist Fürstenberg verwaltungstechnisch Bestandteil der Samtgemeinde Boffzen.

## Geschichte
1747 ordnete Herzog Carl I. die Einrichtung einer Porzellanfabrik an. Wahrscheinlich führte dies auch zur Einrichtung einer Postexpedition an der Postroute Braunschweig–Holzminden.
Von 1807 bis 1813 bestand der Kanton Fürstenberg im Distrikt Einbeck (Departement der Leine, Königreich Westphalen) und wurde durch das Königliche Decret vom 24. Dezember 1807 gebildet.
In der Dorfmitte befindet sich der Hussmannplatz mit Bronzepferd, das von dem aus Berlin geflohenen Künstler Albert Hinrich Hussmann geschaffen wurde. Es wurde zu Zeiten der Berliner Luftbrücke ausgeflogen; dafür wurden die Beine abgesägt.
Am 8. April 1945 ging die 1. Infanteriedivision des VII. US-Korps über die Weser und besetzte Fürstenberg.
Während des Kalten Krieges wurde zwischen Fürstenberg und Boffzen ein Munitions- und Treibstoffdepot (Forward Storage Site) für das belgische I. Korps aus Köln-Weiden (auch für das 43. Artilleriebataillon in Brakel) errichtet. Es bestand bis 1994.
1996 lebten 1338 Einwohner in der Gemeinde.
Bis Ende 2010 war Fürstenberg staatlich anerkannter Erholungsort.

### Ortsname
Alte Bezeichnungen des Ortes sind um 1350 Vorstenberch, 1369–1370 Vorstenberg, 1399 Forstinberg, 1410 Furstenberge, 1446 Forstenbergk und 1495 Forstenberg. Der Ortsname ist eine Bildung mit dem Grundwort „-berg“. Mit dem Appellativ „vörste“ („Fürst“) liegt ein plausibles Bestimmungswort vor, denn dieses Wort erscheint häufig in Burgen- und Schlössernamen. „Fürst“ wäre eine überzeugende Deutung, aber es gibt eine weitere Deutungsmöglichkeit durch das Wort „First“ („Giebel, obere Kante“). Die hervorgehobene Lage Fürstenbergs auf dem Kathagenberg würde diese Deutung stützen. Letztlich sind beide Deutungen möglich.

## Politik

### Gemeinderat
Der Rat der Gemeinde Fürstenberg besteht aus elf Ratsmitgliedern. Die Ratsmitglieder werden durch eine Kommunalwahl für jeweils fünf Jahre gewählt. Die aktuelle Amtszeit begann am 1. November 2021 und endet am 31. Oktober 2026.
Bei der Kommunalwahl 2021 gewann die SPD alle elf Sitze.

### Bürgermeister
Ehrenamtlicher Bürgermeister ist Michael Weber (SPD). Seine Stellvertreter sind Harald Ormann und Tim Reimann (beide SPD).

### Wappen
| Wappen von Fürstenberg | Blasonierung: „Auf blauem Grund ein goldener (gelber) Löwe, rot bewehrt und bezungt neben einer silbernen (weißen) Vase über zwei goldenen (gelben) Wellenleisten.“ |
| Wappen von Fürstenberg | Wappenbegründung: Das Wappen erinnert durch die Farben Blau und Gold und den Löwen an die frühere Zugehörigkeit zum Fürstentum Braunschweig-Wolfenbüttel. Die Wellenleisten symbolisieren die Weser und die Vase steht für die jahrzehntelange im Ort beheimatete Porzellanindustrie. |

### Flagge
|  | 00Hissflagge: „Die Flagge ist blau-gelb-blau im Verhältnis 2:9:2 quergestreift mit dem aufgelegten Wappen in der Mitte.“ |

## Kultur und Sehenswürdigkeiten

### Bauwerke

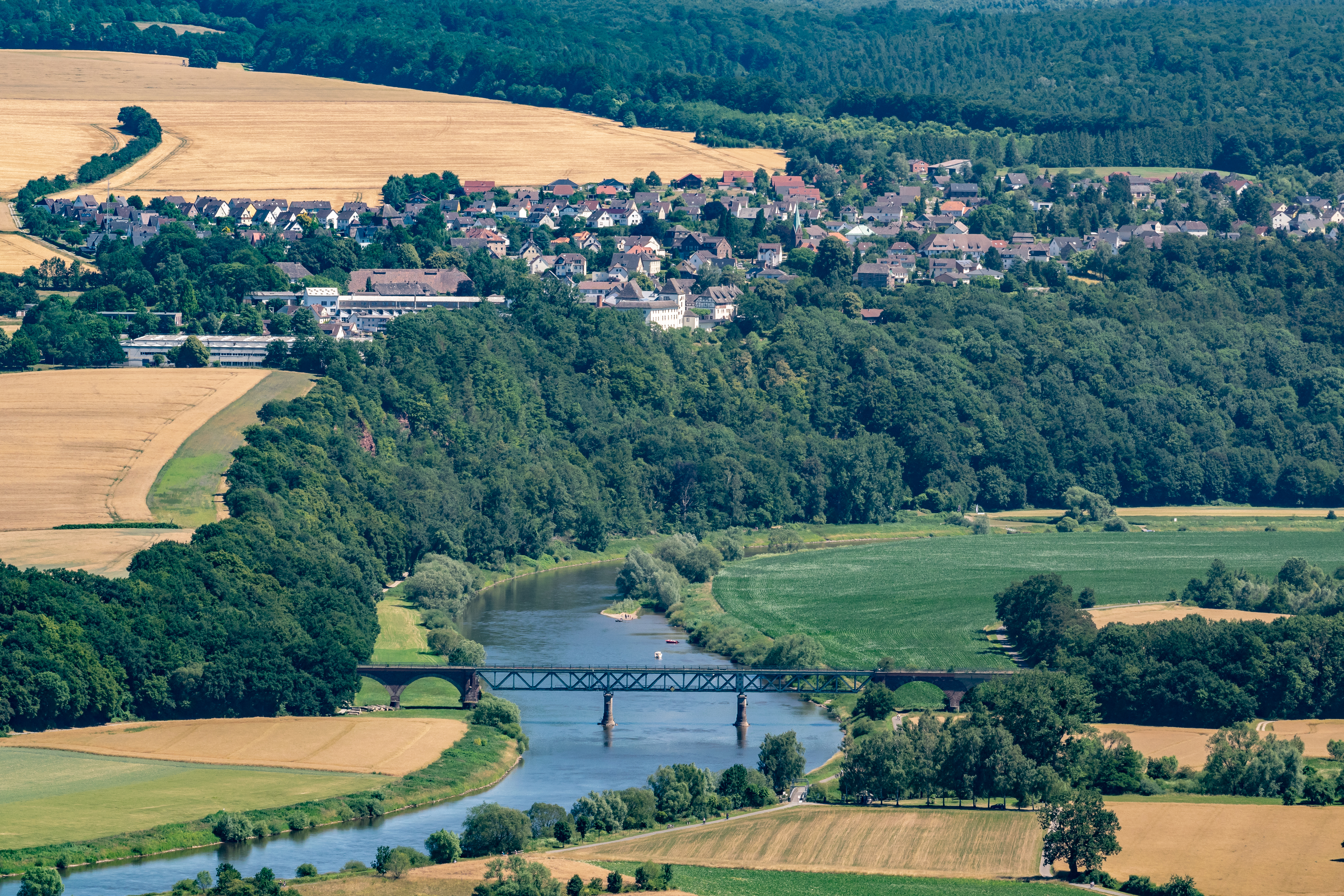
Blick vom Brunsberg auf Fürstenberg, die Weser und die Kennedybrücke

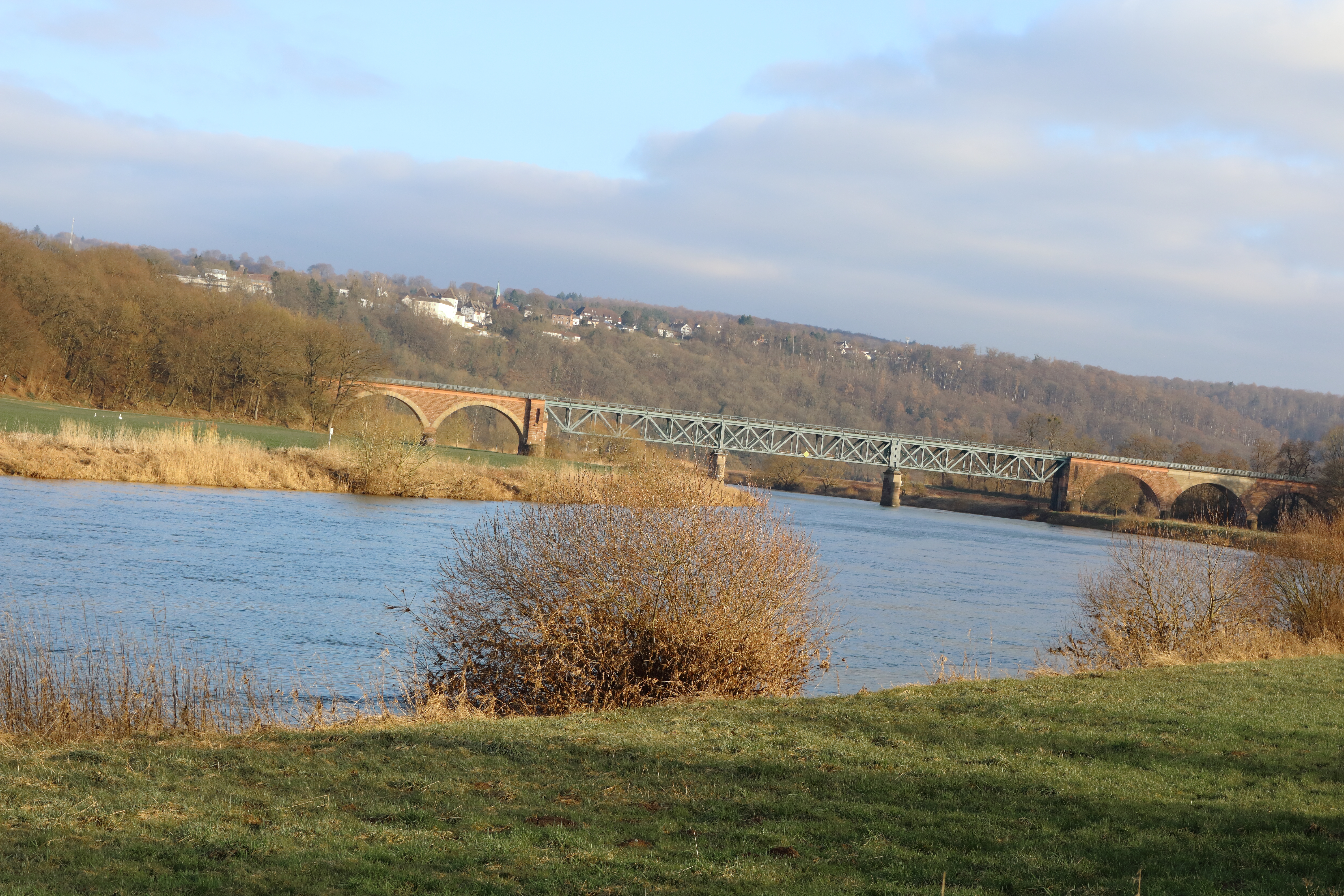
Kennedybrücke

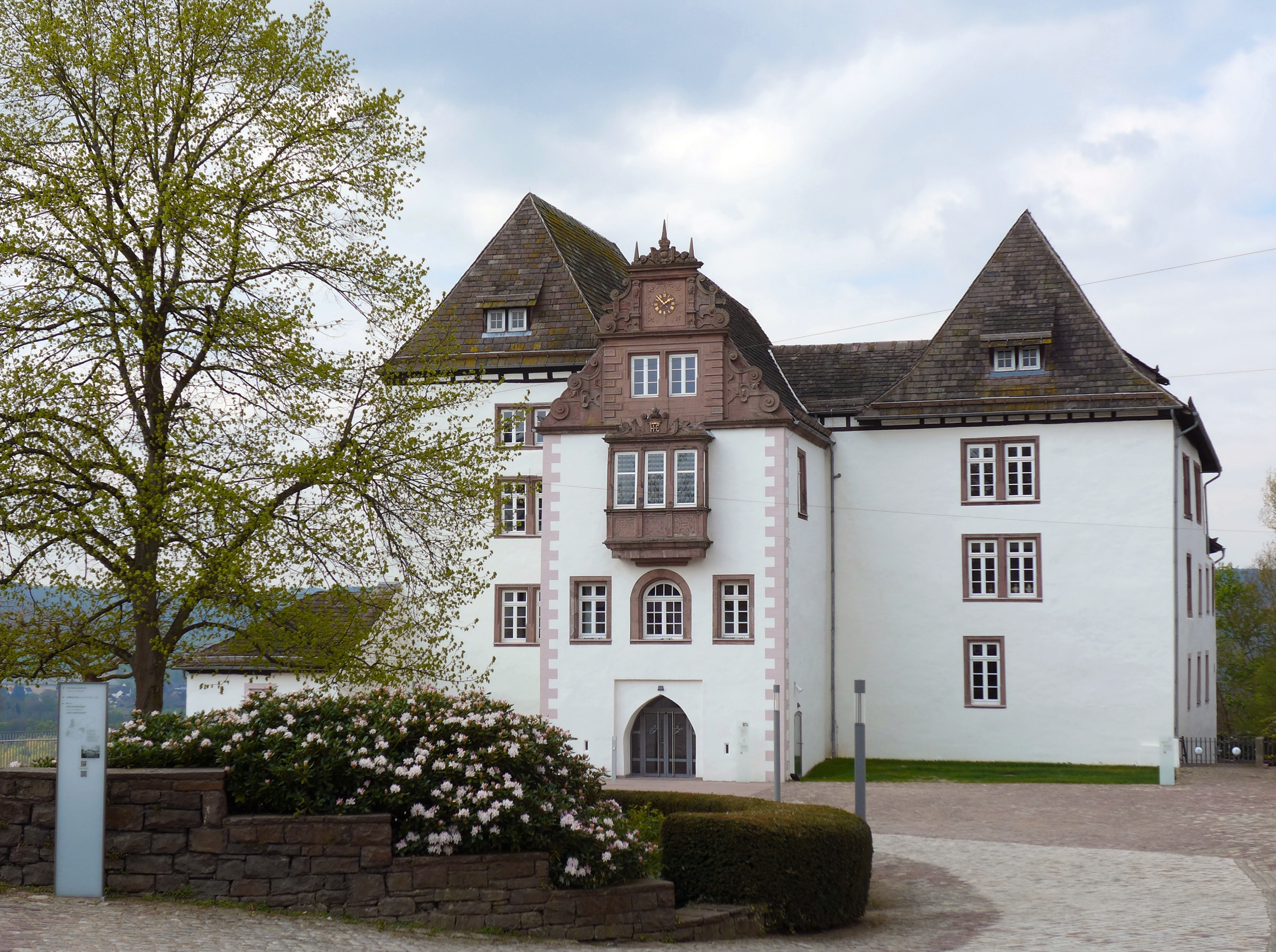
Schloss Fürstenberg

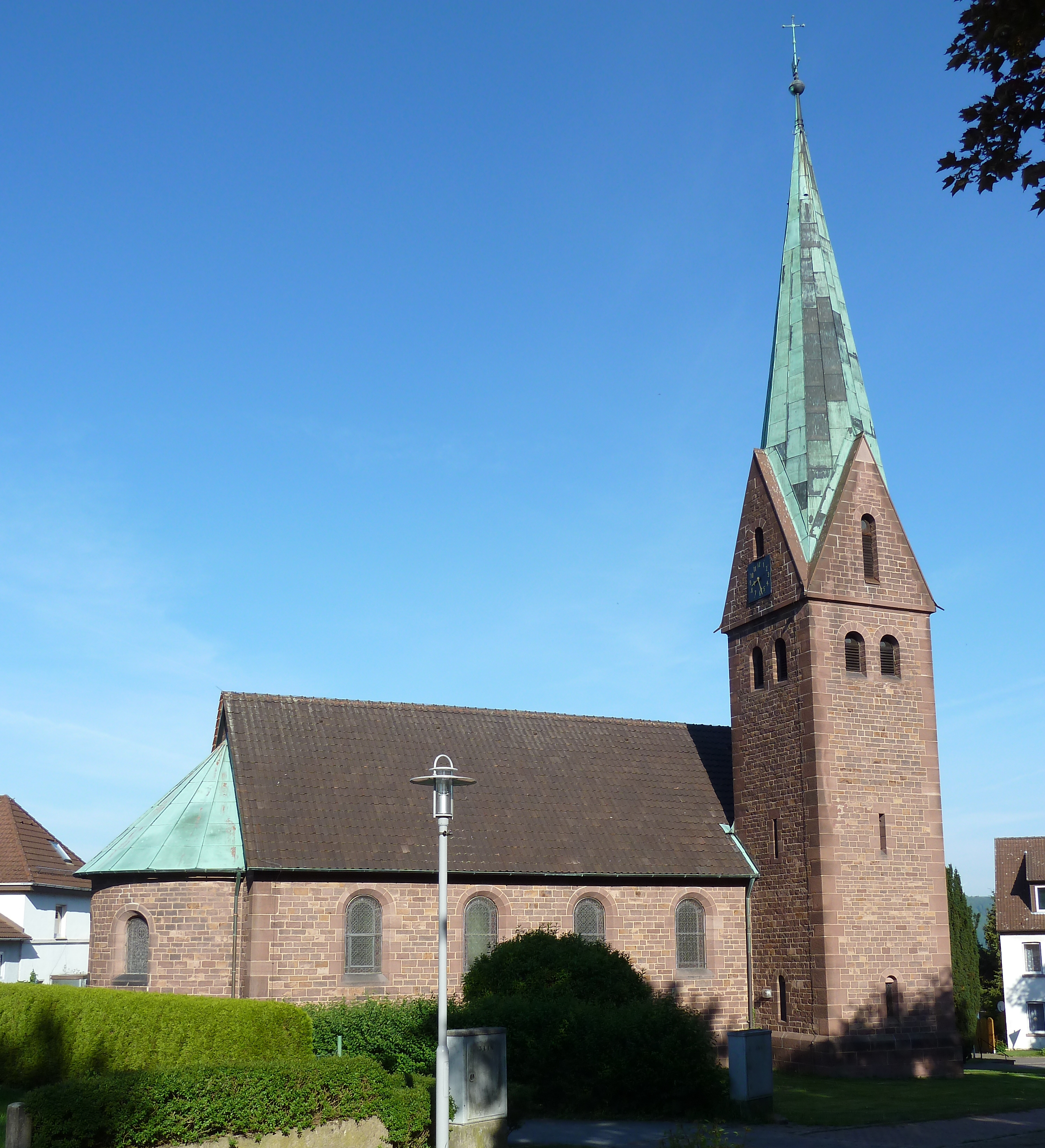
Christuskirche

- Das Schloss Fürstenberg der Renaissance, früher Teil der Porzellanfabrik Fürstenberg, beherbergt heute das Museum Schloss Fürstenberg als Porzellanmuseum.
- Christuskirche, neugotischer Kirchenbau, erbaut 1897 bis 1899 von Hans Pfeifer.
- Alte Mühle, ein ab 1744 ursprünglich als Windmühle errichtetes Bauwerk, das ab 1747 zum Laboratorium der Porzellanmanufaktur Fürstenberg wurde.
- Altes Brennhaus als zum Brennen von Porzellan errichtetes Bauwerk und eine der ersten Betriebsanlagen der Porzellanmanufaktur Fürstenberg.
- Von Langen-Reihe als Gebäudekomplex von sechs Reihenhäusern aus der Mitte des 18. Jahrhunderts für Belegschaftsangehörige der Porzellanmanufaktur Fürstenberg.
- Die Christuskirche[8] ist zentral im Ort gelegen. Das Gebäude ist 1899 erbaut worden und der Romanik nachempfunden. Ihre evangelisch-lutherische Gemeinde gehört zum Kirchenkreis Holzminden-Bodenwerder.
- Die Kennedybrücke, eine zweigleisige Eisenbahnbrücke der Bahnstrecke Holzminden–Scherfede über die Weser mit der Streckennummer 2973. Die Bahnstrecke war von 1876 bis 1984 durchgehend in Betrieb (am 15. Oktober 1876 wurde der Verkehr aufgenommen). Im Oktober 1944 traf eine Fliegerbombe die Brücke  und der mittlere Brückenbogen auf dem Godelheimer „Festland“ wurde zerstört. Dieser Bogenteil wurde mit Beton anstatt mit Bruchsteinen repariert. Der Stahlüberbau wurde beim Rückzug von den deutschen Truppen am 7. April 1945 gesprengt. Deutsche Baufirmen und englische Pioniere haben die Brücke 1946 unter der Leitung des Ingenieurs Captain J. L. Kennedy von der Britischen Armee repariert und zweigleisig wiederhergestellt. Kennedy wurde am 17. Juni 1946 in der Nähe von Düren am Nordrand der Eifel ermordet. Die Fertigstellung der Brücke am 8. Juli 1946 erlebte er nicht mehr. Auf einem Gedenkstein wurde daher das Bauwerk Kennedybrücke bezeichnet.

### Vereine
Der am 10. Dezember 1888 gegründete Männer-Turn-Verein Fürstenberg ist mit etwa 480 Mitgliedern der größte Verein der Gemeinde. Die Mitglieder verteilen sich auf die Abteilungen Fußball, Turnen, Volleyball und Taekwon-Do. Zudem bietet der Verein auch für Nicht-Mitglieder Rehabilitationssport an. Im Kalenderjahr werden mehrere Veranstaltungen ausgerichtet.

### Regelmäßige Veranstaltungen
Jährlich findet der „Allersheimer-Sommer-Cup“ statt. Dabei handelt es sich um ein mehrtägiges Vorbereitungsturnier für Herren-Fußballmannschaften aus der Region. Als Ausrichter fungiert seit 2006 der MTV Fürstenberg. Seit 2014 besteht eine Partnerschaft mit der Brauerei Allersheim. Das Turnier hieß bis 2013 „Fürstenberg-Cup“, benannt nach dem damaligen Namenssponsor, der Porzellanmanufaktur Fürstenberg.
Seit 2014 findet auf dem Gelände des alten Schulhofs und dem angrenzenden Mittelalterdorf jährlich das Rock-Festival „Solling Jump“ mit rund 500 Besuchern statt. Veranstaltet wird das Open Air vom Jugend- und Kulturverein Fürstenberg.

## Verkehr
Durch den Ort führt die niedersächsische Landesstraße 550 nördlich über Boffzen nach Holzminden und südlich über Meinbrexen nach Lauenförde. Über die Kreisstraße 53 oder über eine Abzweigung der L 550 bei Meinbrexen gibt es eine Verbindung nach Derental. Die in Boffzen abzweigende L 549 führt östlich nach Neuhaus im Solling.
Die Bahnstrecke Holzminden–Scherfede wurde ab 1984 aufgegeben. Hier hatte Fürstenberg einen Bahnhof.

## Persönlichkeiten
- Johann Bessler (1681–1745), Erfinder zahlreicher Maschinen
- Johann Georg von Langen (1699–1776), Forst- und Oberjägermeister
- Pascha Johann Friedrich Weitsch, (1723–1803), Porzellanmaler der Manufaktur
- Johann Christian Ruhl (1764–1842), Modelleur der Porzellanmanufaktur
- Karl Heinrich Schwarzkopf (1763–1846), Modelleur der Porzellanmanufaktur
- Ernst Hampe (1795–1880), Apotheker und Bryologe (Mooskundler)
- Arthur Ulrichs (1838–1927), Oberförster und Heimatforscher
- Ernst M. Roloff (1867–1935), Philologe und Pädagoge
- Albert Hinrich Hussmann (1874–1946), Bildhauer und Maler, verbrachte seinen Lebensabend in Fürstenberg
- Robert Roloff (1886–1953), Porzellanmaler, Politiker (SPD), Mitglied des Braunschweigischen Landtages (1924–1933), Bürgermeister von Braunlage (1927–1932), Bürgermeister von Fürstenberg (1945–1946) und Gemeindedirektor (1947–1949)
- Ernst Nölting (1901–1967), Beamter, Politiker (SPD), Mitglied des ernannten Hannoverschen Landtags
- Eberhard Tacke (1910–1977), Geograph und Historiker, ab 1937 als Wissenschaftler am Niedersächsischen Institut für Landeskunde und Landesentwicklung der Universität Göttingen tätig, 1953–1974 Redakteur der Zeitschrift Neues Archiv für Niedersachsen.
- Ewald Kiel (* 1959), Schulpädagoge und Hochschullehrer